# Armand Le Moal
Pour les articles homonymes, voir Le Moal.
Armand Le Moal (né le 4 mai 1914 à Étampes et mort le 27 juillet 1999 à Bénodet) est un coureur cycliste français.

## Biographie
Né le 4 mai 1914, à Étampes, Le Moal a des parents finistériens. Il exerce le métier de tueur aux abattoirs de la Villette avant de se consacrer au vélo. Indépendant au début de la saison 1939, il s'adjuge Paris-Conches et passe professionnel. Il fait des débuts remarqués, dans le Circuit du Morbihan, se classant deuxième derrière Sylvère Maes. Il termine sixième de Bordeaux-Paris en 1939 et termine lanterne rouge sur le Tour 1939. Il est prisonnier pendant cinq ans en Allemagne pendant la Seconde Guerre mondiale et rentre en France en juin 1945. Après sa retraite sportive, il est le chef mécanicien de l'équipe Mercier.

## Palmarès
- 1938
  - Paris-Amiens[4]
  - Grand Prix de La Courneuve[4]
  - 2e de Paris-Évreux
  - 2e du Critérium de Creil[4]
  - 2e du Grand Prix de Montrouge[4]
  - 3e du Critérium des Comingmen[4]
- 1939
  - Paris-Conches
  - 2e du Circuit du Morbihan[5]

## Résultats sur les grands tours

### Tour de France
1 participation
- 1939 : (Équipe de l'Ouest) : 49e et lanterne rouge